# Оборона Мальты
Оборона Мальты (англ. Siege of Malta) — оборона с 1940 по 1943 годы на средиземноморском театре военных действий острова Мальта силами ВМФ и ВВС Великобритании. Целью обороны было отражение атак ВВС Германии и фашистской Италии и обеспечение острова необходимыми ресурсами. Оборона Мальты, благодаря важному стратегическому размещению острова, стала одним из существенных эпизодов в победе союзнических сил над державами Оси на средиземноморском театре военных действий Второй мировой войны.
Во время войны Мальта была одной из наиболее интенсивно бомбардируемых территорий — за два года осады на остров было совершено около 3000 вражеских налётов. За время осады 1493 граждан Мальты погибли, 3674 — были ранены. С июня 1940 по декабрь 1942 года истребителям Королевских ВВС приписывается 863 сбитых самолётов противника (из них 446 самолётов люфтваффе). По данным британских ВВС, их потери составили 844 самолёта (570 из них — в бою).

## Предыстория
Из-за своего географического положения Мальта играла ключевую роль как для союзников, так и для стран «Оси» — остров расположен между Италией и Африкой, недалеко от Сицилии. С 1800 года, после двух лет наполеоновской оккупации, Мальта являлась Британской колонией, а с 1814 года стала частью Британской Империи — важность её географического положения была оценена англичанами за время блокады острова. Поэтому с тех пор остров используется как серьёзная сухопутная и морская база — это единственная военная база между Гибралтаром и Александрией в Египте.
Несмотря на это, в середине 1930-х годов англичане переместили штаб-квартиру своего Средиземноморского флота из Валлетты в Александрию. Причиной такого решения оказалось именно то обстоятельство, что Мальта находится далеко от Британии и совсем рядом с Италией, то есть, в случае итальянского нападения, оборона острова невозможна. Поэтому, как полагали англичане, не стоило зря тратить силы на подобную операцию. На момент итальянского нападения на острове находился гарнизон из 4000 солдат и небольшое количество устаревших истребителей-бипланов Gloster Gladiator. На Мальте оставалось продовольствия на пять недель.
На Мальте был ряд политических деятелей, требовавших прекращения британского колониального владычества над Мальтой, пусть даже и ценой её перехода под власть Италии. В начале 1940 года все они были интернированы британскими властями и вывезены в Великобританию. Подавляющая масса населения поддержала борьбу против Италии и Германии.

## Военно-стратегическая ситуация
Открытие нового фронта Второй мировой войны в Северной Африке в середине 1940 году ещё больше повысило ценность Мальты. Британские воздушные и морские силы, базировавшиеся на острове, могли атаковать транспортные суда стран Оси, осуществлявших перевозки жизненно важных материальных средств и подкреплений из Европы на африканский континент. К тому времени генерал Роммель, командующий силами стран Оси в Северной Африке, признавал важность овладения островом очень остро. В мае 1941 года он предупредил, что «без овладения Мальтой мы потеряем контроль над Северной Африкой».
Немецко-итальянским командованием было принято решение организацией систематических бомбардировок и морской блокадой подавить сопротивление защитников острова Мальта, нападая на порты, города и союзные доставки снабжения острова. Мальта стала одним из районов мира, наиболее интенсивно подвергавшихся бомбардировке во время войны. Люфтваффе (немецкие ВВС) и итальянский Regia Aeronautica совершили в общей сложности 3000 бомбардировок в течение двух лет в попытке уничтожить систему ПВО острова и порты. Была запланирована комбинированная немецко-итальянская высадка морского десанта (операция «Геркулес») при поддержке десантирования на остров немецких воздушно-десантных войск, однако, десантная операция было отменена. В конце концов, союзные конвои были в состоянии поставлять и укреплять оборону Мальты, в то время как Королевские ВВС защищали её воздушное пространство, хотя и с большими потерями.

## Первый этап
11 июня 1940 года, на следующий день после объявления Италией войны Великобритании и Франции, самолёты итальянских королевских ВВС атаковали Мальту. Большая часть итальянских наземных частей была приготовлена для вторжения в Грецию, поэтому Италия ограничилась лишь воздушными бомбардировками острова, чтобы исключить возможную угрозу со стороны Мальты. На первый день, десять итальянских бомбардировщиков сбросили бомбы на Гранд Харбор, Хал Фар и Калафрану. В ходе семи воздушных налётов в этот день на острове погибли 11 гражданских лиц и 6 солдат. Кроме того, около 160 гражданских и солдат было ранено.

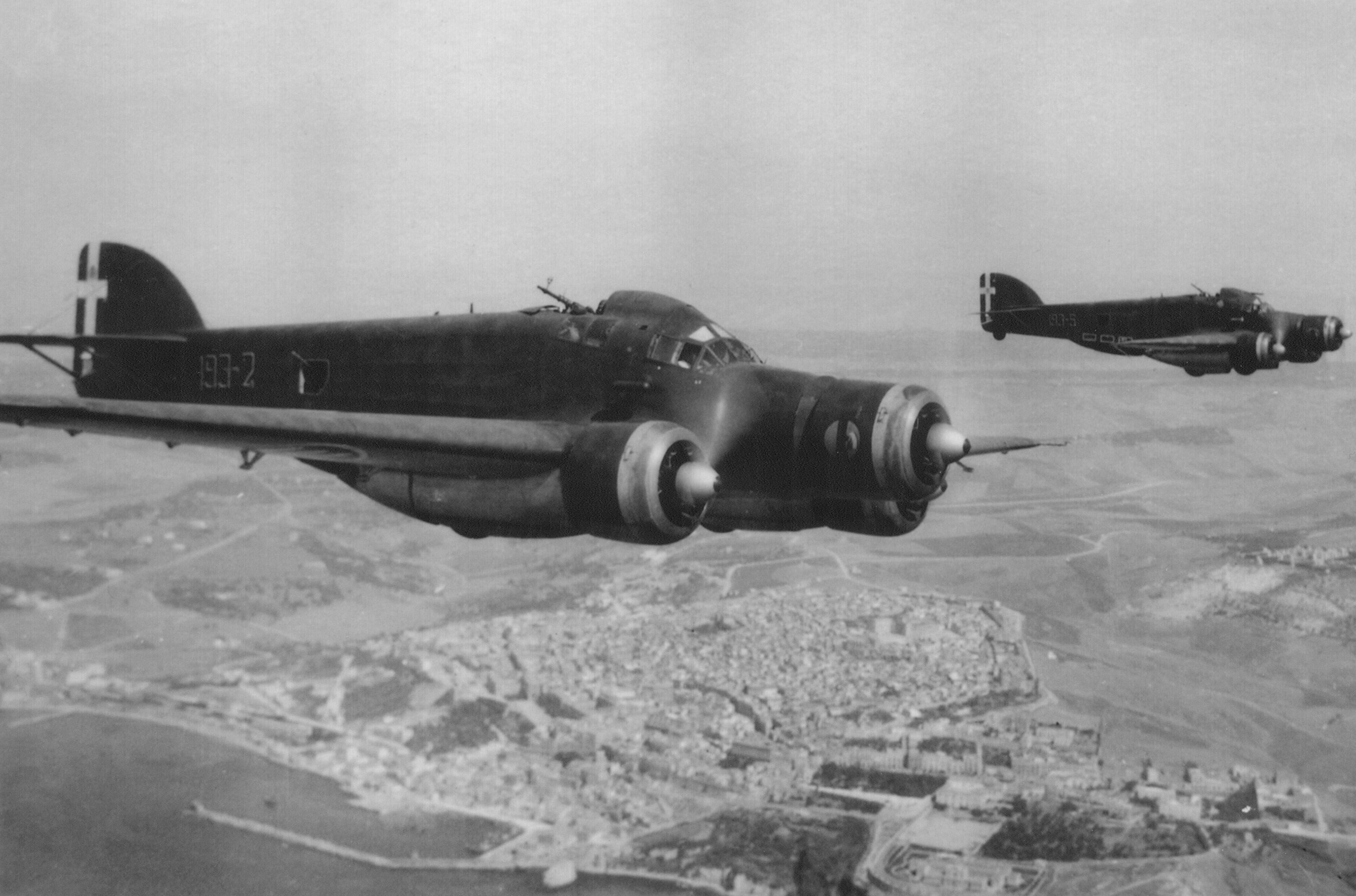
Бомбардировщики Savoia-Marchetti S.M.79 Королевских ВВС Италии

В это время парк истребителей, базировавшихся на Мальте, состоял всего лишь из нескольких устаревших бипланов «Gloster Gladiator». По распространённой легенде, самолётов было всего три, и они назывались «Faith», «Hope» и «Charity», и были случайно забыты на Мальте при перевозке, в разобранном виде. Реально подразделение было создано по инициативе вице-маршала ВВС Форстера Мейнарда, назначенного на Мальту после ухода флота в Александрию и Гибралтар. Он два раза пытался реквизировать перевозимые в Египет и из Египта самолёты, чтобы создать собственно мальтийское подразделение. Со второго раза ему это удалось и было создано «звено Хал Фар» (аэродром в Луке ещё не был готов и единственная ВПП была в Хал Фар). Персонал был также набран из числа гарнизона базы. Всего в распоряжении мальтийцев было от 6 до 10 самолётов, но в собранном и летно пригодном состоянии было только 3 (звено), остальные выступали источником запчастей. Присутствие «звена Хал Фар» сильно поднимало боевой дух мальтийцев, хотя боевые успехи старых бипланов были близки к нулю — максимальная скорость «Гладиатора» едва превышала 400 км/ч, тогда как итальянские бомбардировщики имели 420—430 км/ч. Тем не менее, атаки истребителей и стрельба зенитных орудий вынуждала их проводить бомбометание с большой высоты и скорости, что делало практически невозможным точное попадание. Только 21 июня была достигнута одна победа, а на следующий день оборона острова усилилась эскадрильей «Харрикейнов», прибывших на остров после поражения Франции.
На острове в спешном порядке было построено большое количество бомбоубежищ (для этого широко использовались катакомбы и горные пещеры), много населения было эвакуировано из городов в сельскую местность. Были сформированы добровольческие Королевские Мальтийские ПВО из местных жителей.
В конце 1940 года итальянские ВВС (свыше 200 самолётов) вели активные боевые действия против Мальты. Затем они были усилены немецкой авиацией — 140 бомбардировщиков, 22 истребителя, 12 разведывательных самолётов. Несмотря на ожесточённость воздушных боёв, парализовать Мальту как военно-морскую и воздушную базу авиация стран Оси не смогла.
Весной 1941 года интенсивность налётов снизилась — немецкая авиация была переброшена на восток для участия в нападении на СССР. Англичане резко усилили атаки по итало-германским конвоям по снабжению войск в Северной Африке.
26 июля 1941 года итальянские торпедные катера предприняли безуспешную атаку против британских кораблей в Большой гавани Мальты.

## Второй этап

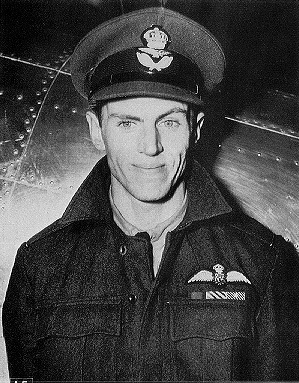
Канадский лётчик-ас Джордж (Баз) Бёрлинг сбил за 14 дней 26 самолётов стран «Оси» над Мальтой

В начале 1942 года немцы возобновили воздушное наступление на Мальту. В первые месяцы 1942 года над островом было сбито до 150 британских самолётов. Активно разрабывалась операция по захвату Мальты путём выброски воздушного десанта. Летом 1942 года англичане воспользовались затишьем, связанным с временным прекращением немецких атак, для того, чтобы с помощью авианосца HMS Furious переправить на остров 61 истребитель «Спитфайр» Mk V. Это значительно усилило воздушную оборону Мальты, хотя продовольствия, военного снаряжения и авиационного топлива на острове всё равно оставалось очень мало. Очередной попыткой улучшить снабжение острова стала операция «Пьедестал» — конвой в составе 14 торговых судов, сопровождаемый 44 военными кораблями, включая линкоры и авианосцы. Параллельно британский Средиземноморский флот осуществлял диверсии против немецких войск на другом конце моря. В начале августа конвой неуклонно подвергался атакам. 13 августа 1942 года, в день мальтийского праздника Святой Марии, уцелевшие корабли конвоя прибыли на Мальту. Важнейшим фактором также явилось прибытие с ними американского танкера «SS Ohio»: в танкер попали торпеды и бомбы, о его палубу разбился бомбардировщик, корабль горел, лишился хода, но остался на плаву. Буксируемый эсминцами, под градом бомб, он привёз на остров драгоценное авиационное топливо. Цена конвоя была немалая: из 14 торговых судов уцелело лишь 5, авианосец, два крейсера и эсминец были затоплены, ещё два крейсера и авианосец были сильно повреждены.
Люфтваффе отреагировало на конвой новой серией атак в октябре, но эффект от средиземноморских действий союзников начал сказываться, и снабжение Мальты возобновилось. Когда в конце 1942 года на Мальту было переброшено 100 истребителей «Спитфайр», победа в битве за Мальту была закреплена окончательно. После того, как войска оси в Северной Африке потерпели окончательное поражение, осада Мальты была снята. Остров начали использовать как лазарет и порт, а затем и как штаб союзных сил на Средиземном море.
Инфраструктура ВВС, развёрнутая на острове в 1942 году в оборонительных целях, вскоре пригодилась для целей наступательных, когда дюжина эскадрилий «Спитфайров» стала прикрывать с воздуха высадку союзников в Сицилии.
Всего с 1940 по 1943 годы против Мальты было выполнено до 3000 авианалётов.

## Корабли, внёсшие важный вклад в оборону Мальты

### Авианосцы
- HMS Argus
- HMS Furious
- HMS Ark Royal

### Эсминцы
- HMS "Ашанти"
- HMS "Ледбюри"
- HMS "Пенн"
- Танкер "Огайо"
- тральщик HMS "Рей"

### Подводные лодки
- HMS "Анброукен"